# Burford
Pour les articles homonymes, voir Burford (homonymie).
Burford est une petite ville des Cotswolds, à côté du fleuve la Windrush dans l'Oxfordshire, en Angleterre. Elle se trouve à 27 kilomètres à l'ouest d'Oxford. La population comptait 1 257 habitants en 2021.
Son nom provient des mots du vieil anglais burh pour « ville fortifiée » ou « ville sur une colline » et ford pour « gué ».
Le Prieuré de Notre-Dame (Priory of Our Lady) à Burford était une communauté bénédictine anglicane pour religieux et religieuses.

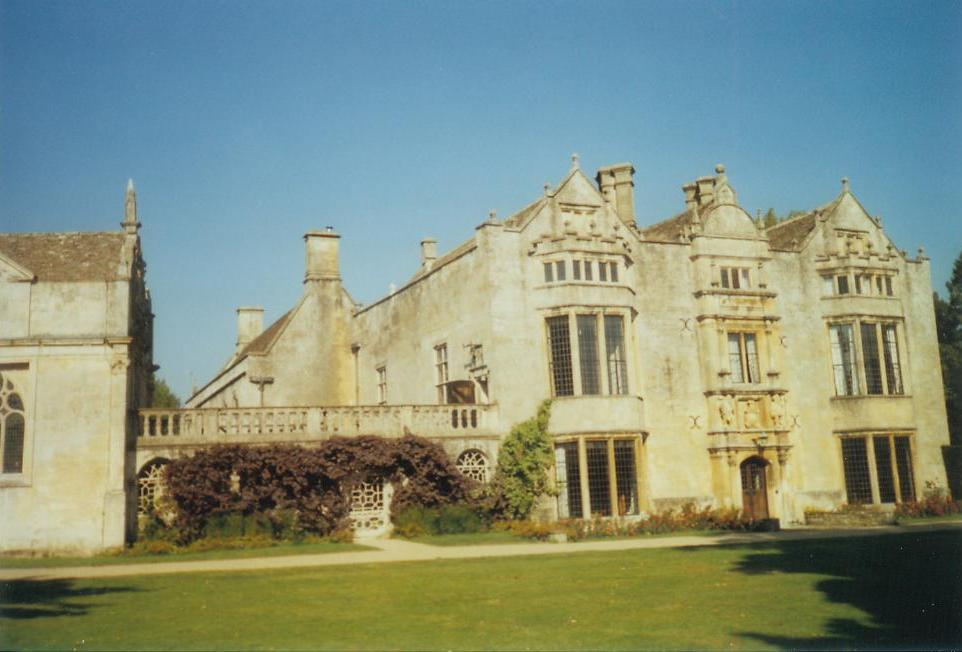
Prieuré de Notre Dame

## Histoire
C'est à Burford qu'Oliver Cromwell capture en 1649 environ 300 levellers qui s'étaient mutinés lors d'une attaque de nuit, après les avoir poursuivis à travers deux comtés. Il les fait enfermer dans l'église de la ville pendant trois jours, les condamne à mort puis les gracie après les avoir forcés à assister à l'exécution de leurs leaders, épisode évoqué par l'écrivain anglais Robert Goddard dans son roman Heather Mallender a disparu  Burford fait également référence au Beorgford dans le roman en Anglais « The Saxon Stories » by Bernard Cornwell.